# Popular
Popular ist eine US-amerikanische Jugendserie, die von Ryan Murphy und Gina Matthews erfunden wurde. Popular lief von 1999 bis 2001 auf dem US-amerikanischen Fernsehsender The WB und wurde in Deutschland von 2002 bis 2003 von RTL ausgestrahlt.
Die Serie handelt von zwei Mädchen, die an ihrer Schule in zwei unterschiedlichen Umfeldern existieren. Während Brooke McQueen (Leslie Bibb) ein beliebter Cheerleader ist und den Inbegriff des gesellschaftlichen Erfolges verkörpert, ist Sam McPherson (Carly Pope) unpopulär. Die Welten der beiden treffen aufeinander, als sich die Eltern der beiden auf einer Kreuzfahrt kennenlernen und verloben.

## Inhalt
In der ersten Staffel geht es darum, wie die beiden Mädchen versuchen, die Beziehung zwischen ihren Eltern zu sabotieren, damit diese sich trennen. Am Ende der ersten Staffel findet Sam Brookes Mutter und motiviert sie zurück in die Stadt zu kommen, was die Hochzeit von den Eltern der beiden auf Eis legt.
Mit Beginn der zweiten Staffel bemerken Brooke und Sam, wie glücklich ihre Eltern vorher waren und wollen die beiden wieder zusammenbringen.
In der zweiten Staffel ändert sich auch das Glück der unpopulären Gruppe: Brooke verlässt die Cheerleading-Gruppe, um sich voll und ganz auf die Schule zu konzentrieren, während Sam populärer wird. Josh und Lily fangen an miteinander auszugehen, Harrison ist zwischen Brooke und Sam hin- und hergerissen, während Carmen Nicole als Anführerin der Cheerleading-Gruppe ersetzt.

## Charaktere
Brooke McQueen: Das populäre und beliebte Mädchen an der Kennedy Highschool. Sie ist schön und eine Einser-Schülerin. Obwohl sie perfekt zu sein scheint, steht Brooke unter Druck und hat ihre Probleme.
Sam McPherson: Smart und hübsch, gehört sie dennoch zu den unpopulären Mädchen an der Kennedy Highschool. Sam kann Brooke nicht ausstehen, kommt mit ihr aber in der zweiten Staffel der Serie besser zurecht. Sam arbeitet für die Schülerzeitung und wenn sie etwas wirklich will, dann versucht sie alles, um das, was sie will, auch zu bekommen.
Harrison John: Gehört zu der unpopulären Gruppe um Sam McPherson. Er ist vom Kindesalter an in Brooke verliebt, fand mit der Zeit aber auch Gefallen an Sam. Mary-Cherry nennt ihn immer nur Joe.
Mary Cherry: Ein etwas dümmlicher Cheerleader der populären Gruppe um Brooke. Sie ist verwöhnt und unhöflich zu den Leuten, die nicht populär sind. Sie nimmt für die Dinge, die sie haben möchte, alles in Kauf, selbst wenn sie andere Leute verletzt.
Josh Ford: Der Quarterback seines Football-Teams und der Freund von Brooke. Am Anfang der Serie steht er in einem Gewissenskonflikt, da er gerne in Musical-Theaterstück mitspielen würde, während alle anderen von ihm erwarten, dass er nur Football spielt. Im Laufe der Serie trennt er sich von Brooke und beginnt eine Beziehung mit Lily Esposito. Er ist der beste Freund von Sugar Daddy.
Sugar Daddy: Der Möchtegern-Gangsta der populären Gruppe. Er ist der beste Freund von Josh und hat Probleme mit seinem Gewicht.
Nicole Julian: Vermutlich Satans Tochter. Sie verursacht überall Probleme. Sie ist intrigant und herrschsüchtig. Ihre beste Freundin ist Brooke, wobei selbst diese Freundschaft im Laufe der Serie auseinandergeht. Sie wurde so gemein und intrigant, weil sie in ihrer Kindheit gehänselt wurde.
Lily Esposito: Eine Freundin von Sam und Harrison. Sie ist Vegetarierin und setzt sich für Tiere ein. Zunächst ist sie über ihre Sexualität verunsichert, bemerkt dann allerdings, dass sie doch auf Männer steht und beginnt eine Beziehung mit Josh Ford.
Carmen Ferrera: Carmen gehört ebenfalls zur unpopulären Gruppe und wäre gerne Cheerleader. Sie würde alles geben, um zur populären Gruppe zu gehören und sie hat ein Herz aus Gold. Zunächst wird sie als Cheerleader auf Grund ihres Gewichts abgelehnt, im Laufe der Serie schafft sie es dann aber doch ins Team.

## Hintergrund
Während die erste Staffel der Serie für den Fernsehsender The WB ein voller Erfolg war, sanken die Quoten der Serie in ihrer zweiten Staffel erheblich. Zurückzuführen waren die schlechteren Quoten der zweiten Staffel durch eine Sendeplatzverschiebung von Donnerstag zu Freitag, einem Tag, an dem die meisten Jugendlichen ausgehen und weniger Zeit ins Fernsehen investieren. Anstatt der Serie nochmal eine Chance zu geben und sie zurück auf ihren alten Sendeplatz zu schieben, stellte der Sender die Serie aber letztendlich nach zwei Staffeln ein. Wobei man die letzte bestellte Episode der Staffel nicht mehr drehen ließ, womit die Serie mit einem Cliffhanger endet, der in dieser nicht gedrehten Folge aufgelöst werden sollte.

## Stil
Popular sieht auf den ersten Blick aus wie eine ganz normale Jugendserie. Doch hinter der Serie steckt mehr als man auf den ersten Blick sieht. Die Serie zeichnet sich durch ihren Mix aus Komödie und Drama aus. Teilweise ist der Humor der Serie recht abgedreht, manchmal auch satirisch. Im Laufe der Serie nimmt der Humor immer mehr zu.

## Trivia
- In einer Folge der zweiten Staffel spielt Linda Park in der Serie mit, während Anthony Montgomery in der zweiten Staffel eine wiederkehrende Rolle als der Freund von Sam McPherson hat. Nur ein paar Monate später wurden die beiden, die in Popular übrigens auch Szenen zusammen hatten, in der Sci-Fi-Serie Star Trek: Enterprise gecastet.
- In der ersten Staffel verpatzten Leslie Bibb und Carly Pope sehr viele der Szenen, in denen Sam und Brooke streiten sollten. Leslie Bibb und Carly Pope mussten nämlich oft loslachen, weil sie im echten Leben beste Freundinnen sind. Beide sagten, dass es schwer für sie gewesen sei, sich vor der Kamera zu hassen.
- Tammy Lynn Michaels, welche die intrigante und intolerante Nicole Julian spielt, ist im echten Leben die Ex-Frau der Musikerin Melissa Etheridge. Das Ex-Paar hat Zwillinge: Einen Jungen und ein Mädchen.
- Kip Pardue wurde ursprünglich für die Rolle des Josh Ford im Pilot gecastet. Nachdem der Pilot erfolgreich dem Network vorgelegt wurde, entschied man sich allerdings, ihn durch Bryce Johnson zu ersetzen als klar wurde, dass der Pilot in Serie gehen würde.
- Anel Lopez Gorham, welche in der Serie Poppy Fresh spielte, ist im echten Leben die Ehefrau von Christopher Gorham (Harrison John).
- Leslie Bibb und Bryce Johnson erwähnten mal, dass Serienerfinder Ryan Murphy immer am Set war, wenn Mary Cherry in einer Szene war. Der Grund ist ganz einfach: Er wollte sichergehen, dass Leslie Grossman die Rolle genau so spielt wie er sie sich vorgestellt hat.
- Ursprünglich versprach der US-amerikanische Fernsehsender The WB eine dritte Staffel. Daher schrieb Ryan Murphy die Episode Problems und beendete sie mit einem Cliffhanger, welcher später aufgelöst werden würde. Allerdings wurde der zweite Teil zu der Folge nie gedreht und eine dritte Staffel wurde nie bestellt.
- Die Serie gewann in ihrer kurzen Laufzeit einige Preise:
  - 2000: Teen Choice Award; Choice Breakout Show
  - 2000: GLAAD Media Award; Outstanding TV Individual Episode, für die Episode Wild Wild Mess
  - 2000: Genesis Awards; New Series, für die Episode Under Siege
  - 2000: SHINE Awards; Comedy Episode, für die Episode Booty Camp
  - 2001: Genesis Awards; Comedy Series, für die Episode Joe Loves Mary Cherry
- 2005 erklärte Ryan Murphy in einem Interview, warum der Serie nur so eine kurze Lebensdauer vergönnt war: „Die Serie war auf dem falschen Sender,“ sagt er. „Sie haben es dort nie verstanden. Sie wussten nicht, was sie da hatten. Sie wussten nicht wie sie für die Serie werben sollen. Zu der Zeit sah alles auf dem Sender gleich aus. Und die Notizen, die ich [vom Sender] bekam waren ‚Kannst du es nicht ein bisschen mehr wie Dawson's Creek machen‘. Und ich sagte ‚Nein‘. Ich wäre froh gewesen, wenn wir drei Jahre gehabt hätten. Dass es nur zwei Jahre waren, da fühle ich mich ein wenig beraubt.“ Weiter führt er in dem Interview aus, was er aus der Serie gemacht hätte, wenn er sie erst 2005 entwickelt hätte: „Düsterer“, sagte er. „Ich denke, ich hätte so ein Desperate Housewives-Ding gemacht und es hätte einen Mord gegeben. Ich hätte die Cheerleader Leute umbringen lassen. Ich hätte es richtig düster gemacht.“

## Pläne für eine dritte Staffel
Eine dritte Staffel der Serie wurde nie produziert. Dennoch hat Serienerfinder Ryan Murphy angekündigt, was in der dritten Staffel passiert wäre:
Brooke ist nicht mehr blond, Harrison entschied sich für Brooke
Die dritte Staffel hätte mit dem letzten Schuljahr der Gang an der Kennedy Highschool begonnen. Eine bandagierte Brooke wäre für vier Monate im Koma gewesen und würde schließlich aufwachen, um herauszufinden, dass jeder einzelne Knochen in ihrem Gesicht gebrochen wurde, als sie vor Nicoles Auto gelaufen ist. Als die Verbände entfernt werden, sieht Brooke allerdings genauso aus wie vorher. Allerdings ist sie jetzt brünett.
Nicole steht wegen versuchten Mord vor Gericht und sie argumentiert, dass sie nur betrunken Auto gefahren ist, weil Brookes Vater sie sexuell belästigt hätte und sie den Schmerz nur mit Alkohol aus ihrem Gedächtnis verdrängen konnte. Nicole bittet Brooke dem Richter zu sagen, dass sie vor das Auto gelaufen ist, was Brooke tut. Es kommt heraus, dass Harrison sich für Brooke entschieden hat und nicht für Sam und Sam am Tisch anfing zu weinen, so dass Brooke es nicht mehr aushalten konnte und wegrannte. Nicole sorgt dafür, dass der Name von Brookes Vater rein gewaschen wird, aber ihre Freundlichkeit ist nur von kurzer Dauer. Sie droht die Schule zu beherrschen. Sam und Brooke versuchen alles, um sie aufzuhalten.
Harrisson wird populär
Brooke und Harrison fangen an zu daten und fürs erste Mal in seinem Leben ist er populär. In einer Beverly Hills, 90210-Parodie fängt er mit verschiedenen Mädchen was an und bricht Brookes Herz. Schließlich zieht Josh bei ihm und seiner Mutter ein. Josh und Lily ging es gut, bis sie seine Glücksspielsucht für Hahnenkämpfe entdeckt hat. Außerdem hatten Serien-Erfinder Ryan Murphy und Serien-Darstellerin Carly Pope darüber geredet, Sam zu einer Lesbe und einer wütenden Alkoholikerin zu machen.
B.Ho getötet von Mädchen-Gang
Währenddessen soll Mary Cherry in der alten Gegend ihrer Zwillingsschwester B.Ho leben, aber landet in einem Hundezwinger, welcher sie zur Adoption freigibt. B.Ho schließt sich Nicole und Unique Jone (einem neuen Charakter, eine afro-amerikanische Schülerin) an und sie machen Anschläge mit Feuerwaffen aus einem Auto, bis B.Ho von einer Mädchen-Gang erschossen wird. Eine trauernde Cherry Cherry kommt am Hundezwinger an und rettet Mary Cherry gerade noch rechtzeitig vor einer Äthernarkose. Sie bringt Mary zu B.Hos Beerdigung, welche das ganze „South Central, zu früh erschossen“-Ding parodiert. Mary Cherry schließt sich Brookes und Sams Gruppe an. Cherry Cherry beginnt in der Schule den Kurs „Madonna 101“ zu unterrichten (Murphy wollte Madonna für einen Gastauftritt haben). Unique hingegen wird so psychopathisch, dass sie sogar Nicole Angst macht.
Brooke und Nicole kommen wieder zusammen
Nicole geht zu Sam und Brooke und bittet sie Unique aufzuhalten. Sie möchte nicht, dass Unique die Schuler ruiniert. Brooke und Nicole werden wieder beste Freundinnen und alles ist in Ordnung, bis Kennedy High aufgekauft wird und in Altenheim umgewandelt wird. Die Jugendlichen werden gezwungen, ihre GREs zu nehmen, weil die alten Leute nicht auf ihr Eigentum warten wollen, womit die Jugendlichen früher zum College gehen. Der Bildschirm wird schwarz und --poof! - 5 Jahre sind vergangen. Mary Cherry hat den Melrose Place gekauft, und sie leben alle dort ohne Miete zu zahlen. Die letzten drei Monate der Staffel hätten Twentysomething-Geschichten parodiert.

## DVDs
DVDs wurden bisher nur in den USA veröffentlicht und sind nur auf RC-1-DVD-Player abspielbar.